# Liutangting (köpinghuvudort i Kina, Zhejiang Sheng, lat 30,28, long 121,26)
Liutangting är en köpinghuvudort i Kina. Den ligger i provinsen Zhejiang, i den östra delen av landet, omkring 110 kilometer öster om provinshuvudstaden Hangzhou. Antalet invånare är 37 762. Befolkningen består av 18 496 kvinnor och 19 266 män. Barn under 15 år utgör 10,0 %, vuxna 15-64 år 80 %, och äldre över 65 år 8,0 %.
Runt Liutangting är det mycket tätbefolkat, med 3 623 invånare per kvadratkilometer. Närmaste större samhälle är Zhouxiang, 17,3 km sydväst om Liutangting. Trakten runt Liutangting består till största delen av jordbruksmark.
Genomsnittlig årsnederbörd är 1 778 millimeter. Den regnigaste månaden är juni, med i genomsnitt 285 mm nederbörd, och den torraste är januari, med 60 mm nederbörd.